# Рудня (Рівненський район)
Ру́дня — село в Україні, в Рівненському районі Рівненської області. Колишня назва — Рудня Мидська[джерело?]. Населення становить 362 осіб.

## Географія
Селом протікає річка Мельниця.

## Символіка
Символи затверджені 28 листопада 2024 року рішенням Костопільської міської ради. Автори – А. Гречило та Ю. Терлецький.

### Герб
На срібному лівому перев’язана чорна бабка (ковадло) між двома такими ж молотками, у верхньому зеленому полі золота соснова шишка, у нижньому золотому – синя квітка волошка.

### Прапор
Квадратне полотнище, розділене діагонально з верхнього вільного кута на три смуги – зелену, білу та жовту (співвідношення по ширині рівне 2:1:2), на зеленому тлі – жовта соснова шишка, на білому – чорні бабка (ковадло) та два молотки, на жовтому – синя квітка волошки.
Бабка і молотки для клепання коси вказують на рудо плавильні промисли, від яких пішла назва села. Шишка і зелений колір означають багаті лісові ресурси, а волошки та золото (жовтий колір на прапорі) – сільське господарство. Срібна (на прапорі - біла) смуга символізує річку Мельницю, на березі якої розташоване село.

## Історія
У 1906 році село Стидинської волості Рівненського повіту Волинської губернії. Відстань від повітового міста 63 верст, від волості 8. Дворів 29, мешканців 197.